# Маунт-Кук (національний парк)
Національний Парк «Маунт Кук», або Аоракі (англ. Aoraki / Mount Cook National Park) — національний парк Нової Зеландії, який знаходиться біля міста Твізель та села Маунті-Кук. Саме в цьому парці находиться найвища точка країни — гора Кука 3724 м. До парку можна дістатися єдиним автомобільним шосе № 80 або долинами льодовиків. Національний парк віднесено до світової спадщини ЮНЕСКО.

## Географія
Парк простягається на 60 кілометрів вздовж Південних Альп і займає площу близько 721 квадратних кілометрів. Височіє парк від 1000 до 3724 метрів за висотою. Серед гір виділяють Аоракі, Хоро-Коау, Тітітея та Елі де Бомонт.
Більше 40 % території займають льодовики, в тому числі найдовший у Новій Зеландії — Тасман. Серед озер є Тасман та Хукер, які утворилися від танучих льодовиків. Вони мають площу по 7 км².
Парк межує з Національним парком Вестленд уздовж головного поділу. Разом вони складають частину Всесвітньої спадщини Південно-Західного регіону Те-Вахіпоунаму, визнану своїми видатними природними цінностями.

## Історія
Близько 13000 років тому льодовик Мюллера, Хукера та Тасман були притоками набагато більшого льодовика, що охоплював всю долину Хукер та Тасмана у сотнях метрів льоду і досягаючи міри сьогоднішнього озера Пукакі, до 40 км на південь від національного парку Маунт-Кук. Коли льодовик відступав, він заповнював поглиблені долини скелями та гравієм, залишаючи позаду долини з плоским дном. В 1889 році біля території майбутьнього парку були створені заповідники. Сам парк заснувався 1951 році, який в 1990 році, разом з іншими парками було віднесено до світової спадщини ЮНЕСКО